# 血栓岩

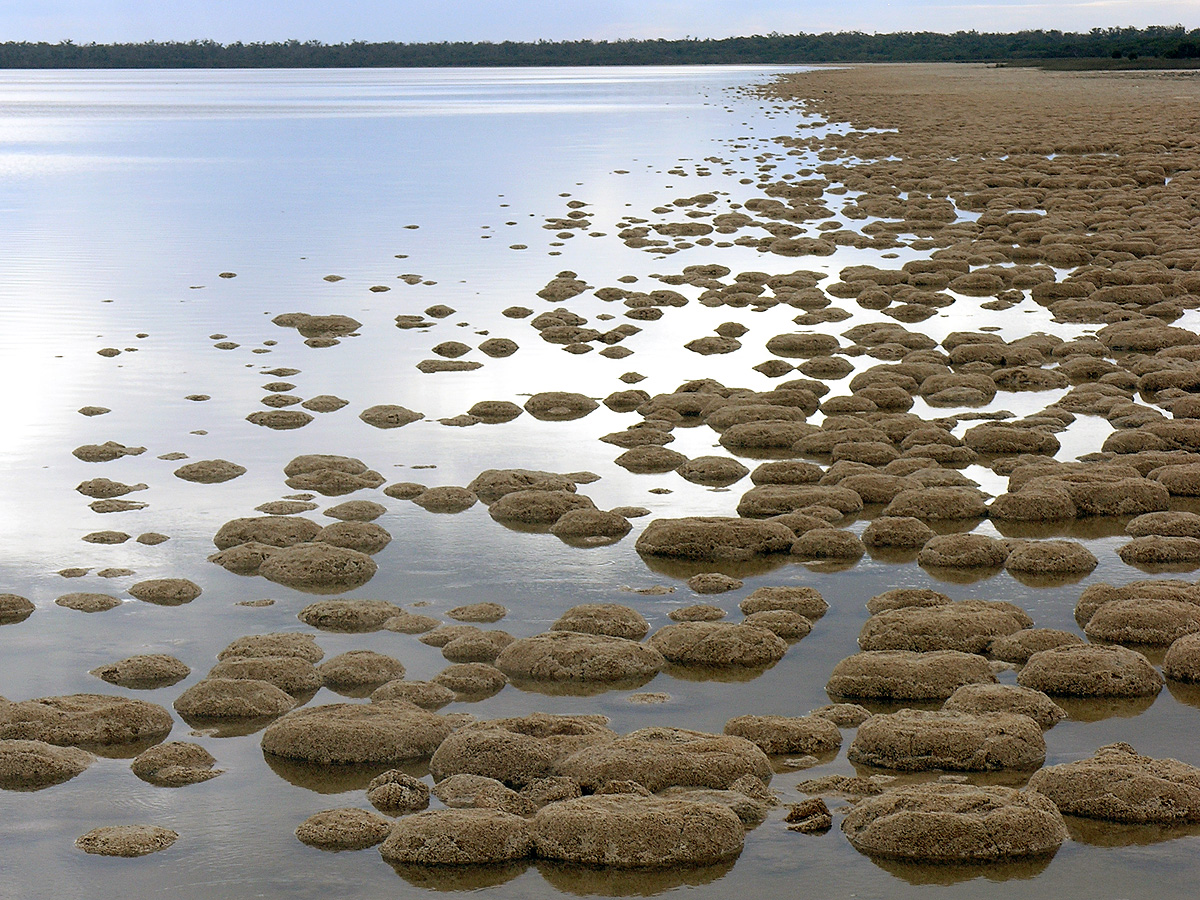
位于西澳大利亚州克利夫顿湖的血栓岩景观

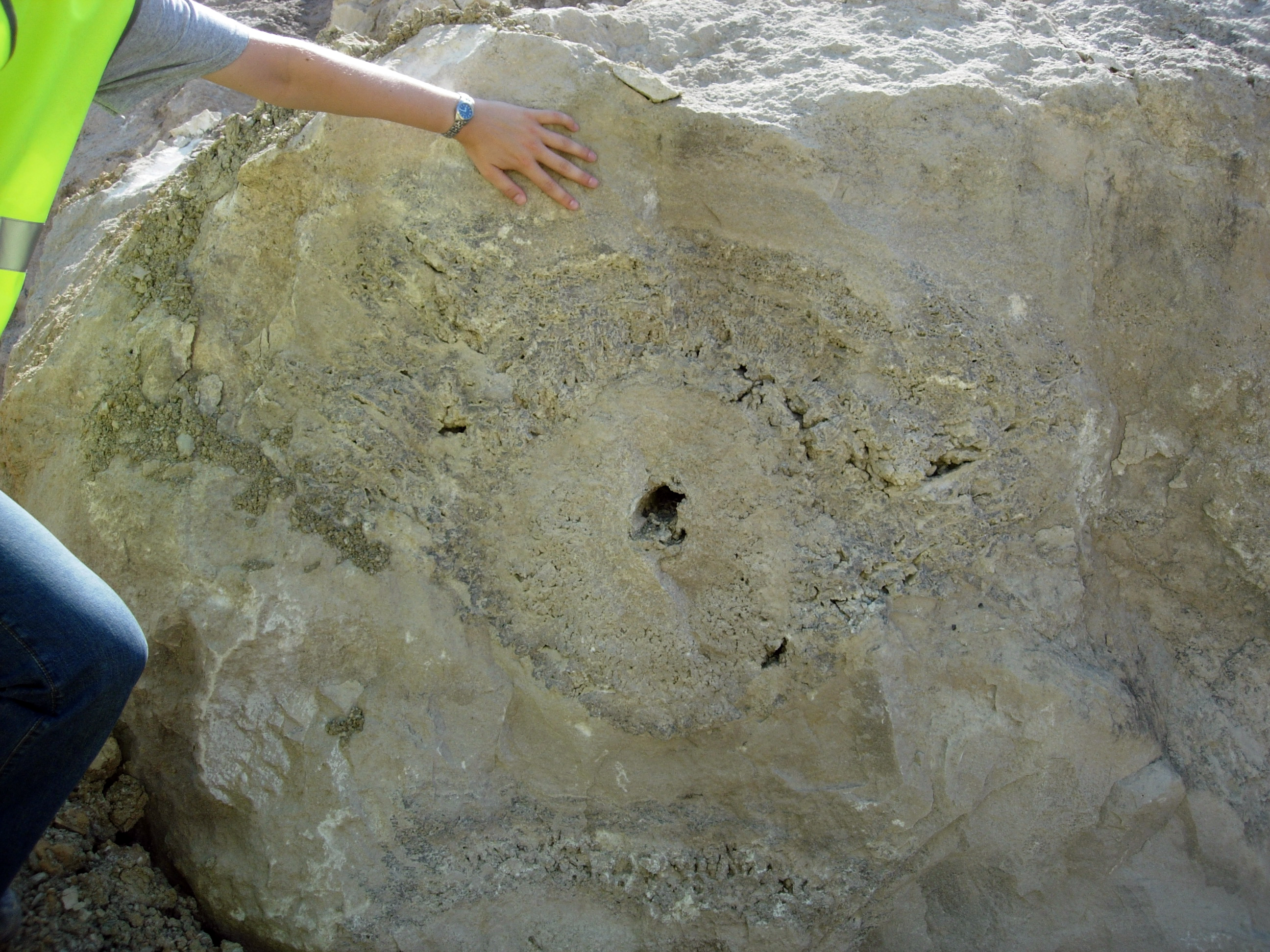
在英国波特兰岛发现的侏罗纪时期的血栓岩化石

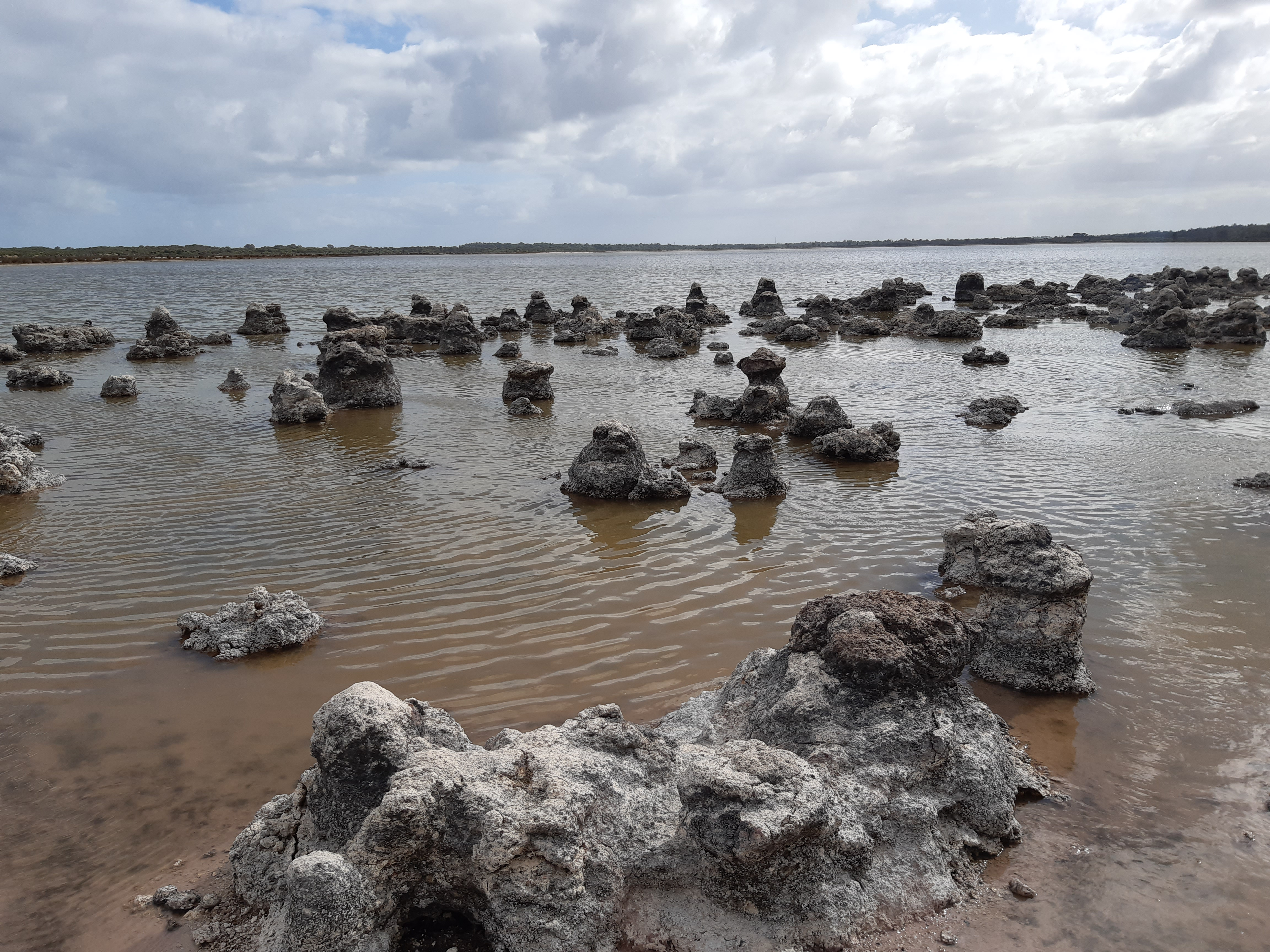
在西澳大利亚州瓦林加普湖的血栓岩化石

血栓岩（英語：Thrombolites）是一种古生物化石，该名词的词根来自古希腊语的θρόμβος（罗马化：thrómbos，意为“血栓”）和λῐ́θος（罗马化：líthos，意为“岩石”）。这是一种分布在浅水环境的微生物化石，其结构主要为蓝菌的生物薄膜，并且通过数万年的沉积和胶结作用而最终形成为今天的化石模样。

## 发现岩石的地点
- 加拿大，纽芬兰与拉布拉多省，花湾
- 阿根廷，卡塔马卡省，拉古纳内格拉（英语：Laguna Negra）
- ，西澳大利亚州，克利夫顿湖（英语：Lake Clifton, Western Australia）